# Age of Empires II: The Conquerors
Age of Empires II: The Conquerors (Эпоха империй 2. Завоеватели) — дополнение к компьютерной игре Age of Empires II. Стратегия в реальном времени, выпущенная компанией Ensemble Studios. Кроме изменений в игровом процессе, в игре добавлены цивилизации: ацтеки, майя, гунны, корейцы, испанцы, 4 новых кампании, 11 новых воинов, 7 новых технологий и новые карты.

## Кампании

### Оригинальные
Age of Empires II: Age of Kings содержит 5 различных кампаний. Каждая кампания состоит из 6 сценариев с возрастающей сложностью. В их основе лежат события из жизни исторических персонажей. В начале кампании игрок получает некоторое количество ресурсов и юнитов. В Age of Kings есть кампании за Уильяма Уоллеса (обучающая кампания), Жанну Д’Арк, Саладина, Чингисхана, Фридриха I Барбароссу.

### Новые
В дополнении The Conquerors были добавлены 4 новые кампании. В трёх из них игроку предстоит пройти путь Аттилы, Эль Сида и Монтесумы II. Четвёртая кампания — это серия не связанных между собой одиночных миссий, посвящённых различным знаменитым сражениям эпохи Средневековья и Нового времени: битвам при Пуатье, при Гастингсе, при Манцикерте, при Азенкуре, при Лепанто, при Ямадзаки, при Норянчжине — а также жизненному пути Эрика Рыжего.

## Оценки
| Сводный рейтинг | Сводный рейтинг |
| Агрегатор       | Оценка          |
| --------------- | --------------- |
| GameRankings    | 89,11 %         |